# Панкратовская
Панкра́товская — деревня в муниципальном округе Егорьевск Московской области России.

## География
Деревня Панкратовская расположена в северо-западной части муниципального округа Егорьевск, примерно в 4,5 км километрах западу от города Егорьевск. Высота над уровнем моря 150 метров.

## Название
В письменных источниках деревня упоминается как Понкратовская, Фатьянова тож (1631, 1675 годы). С 1728 года название Панкратовская стало единственным.
Название Панкратовская, вероятно, происходит от имени жителя деревни Понкрашки Казьмина, упоминаемого в 1631 году.

## История
В 1926 году деревня входила в Горшковский сельсовет Ильинской волости Егорьевского уезда.
До 1994 года Панкратовская входила в состав Ефремовского сельсовета Егорьевского района, а в 1994—2006 годы — Ефремовского сельского округа.
До 2015 года входила в состав городского поселения Егорьевск.

## Демография
В 1926 году — 379 человек (177 мужчин, 202 женщины). По переписи 2002 года — 59 человек (26 мужчин, 33 женщины). Население — 54 человек (2010).
| 1926 | 2002 | 2006 | 2010 |
| ---- | ---- | ---- | ---- |
| 379  | ↘59  | ↘57  | ↘54  |

## Известные личности
- Калинин, Михаил Степанович (1918—1978) — советский военно-морской деятель (Балтийский флот), капитан 1-го ранга; ас-подводник, Герой Советского Союза. Сын генерала С.А. Калинина.
- Калинин, Степан Андрианович (1890—1975) — советский военачальник, генерал-лейтенант; участник Первой Мировой войны, и Гражданской войны, командующий СибВО в 1938—1941, командарм 24-й армии (оборона Москвы, июль 1941), командующий ПриВО и ХВО в 1942—1944.
- Лисицын, Фёдор Яковлевич (1905—1997) — советский военачальник, генерал-лейтенант; участник Великой Отечественной войны, в том числе участник Битвы за Москву (1941—1942), участник штурма Рейхстага и водружения на него Знамени Победы (май 1945).
- Лавров Михаил Трофимович(1948)-государственный деятель,председатель Совета депутатов городского округа Егорьевск,бывший глава Егорьевского муниципального района.